# Frederik J. J. Buytendijk
Frederic Jacobus Johannes Buytendijk, su nombre a veces abreviado como F. J. J. Buĳtendĳk  (Breda, 29 de abril de 1887-21 de octubre de 1974, Nimega) fue un naturalista, antropólogo, fisiólogo y psicólogo neerlandés del siglo XX. 
La marcada inclinación que desde la infancia sintió por las ciencias de la naturaleza  fue decantándose en el curso de su ya larga y fecunda existencia en la dirección de uno de los dominios más apasionantes del pensamiento actual: el misterio de la vida. 
Doctor en Medicina por la Universidad de Ámsterdam en 1909, después de haber obtenido una medalla de oro  en la misma Universidad por sus trabajos sobre la función de la adrenalina , colabora en Berlín con el profesor Engelmann y luego es nombrado ayudante del fisiólogo Zwaardemaker  en la Universidad de Utrecht. Investiga bajo la dirección de Verwern y Asher en Alemania y de los neurofisiólogos Sherrington y Langley en Inglaterra. 
La I Guerra mundial le sorprende siendo docente en la Universidad de Groninga. Movilizado como médico militar, dirige el departamento de psiquiatría  y neurología  del Hospital de Ámsterdam, a la vez que trabaja como asistente de la clínica psiquiátrica de la Universidad libre. Estos años fueron decisivos: Buytendijk, investigador científico-natural, va a convertirse, sobre todo, en un antropólogo  de rango intelectual. En 1919, como profesor de psicología general, se dedica especialmente a los temas limítrofes de la biología y la fisiología. Es la época de sus estudios experimentales sobre el comportamiento animal. De estos trabajos y de su contacto amistoso y académico con Helmut Plessner, Hans Driesch, Max Scheler y Wasman surgen sus primeras e importantes monografías sobre cuestiones de psicología comparada (Psicología de los Animales, 1920; El juego en el hombre y en los animales, 1922, etc.). En la década de los 1920 se hizo amigo de Viktor von Veizsäcker y de Victor-Emil von Gebsattel. 
A partir de este momento la influencia de la fenomenología en su obra científica es evidente. A la presentación de su tesis en la Universidad de Utrecht sobre La adquisición de hábitos en los animales seguirá, poco más tarde, su lección inaugural como profesor de la Facultad de Medicina de Groninga bajo el tema La comprensión de los fenómenos de la vida, en el que contrapone el método de la interpretación fenomenológica al de la explicación causal de los hechos biológicos. 
Movilizado de nuevo en la II Guerra mundial, es detenido como rehén por las fuerzas de ocupación de los Países Bajos. Durante la prisión escribe el libro sobre el dolor y, al abandonar ésta en 1943, se mantiene en la clandestinidad hasta el final del conflicto, periodo en el que siguió trabajando dando cima a la Teoría general de la actitud y el movimiento humanos, publicada en 1948, en 1949 queda completada tal obra con el título en neerlandés: Algemene theorie der menselijke houding en beweging (Teoría general de la postura y el movimiento humano), en tal obra se nota el fuerte influjo de la fenomenología y la teoría de la Gestalt (o configuración). 
En 1946 es nombrado profesor de Psicología general en la Universidad de Utrecht. Desde 1948 a 1963 enseña Psicología comparada en la Universidad de Lovaina; habiendo recibido en 1957 el título de profesor extraordinario de la de Nimega. Es la época de maduración doctrinal de Buytendijk. Su magisterio se encuentra recogido tanto en obras de síntesis, como el tratado de Psicología animal (1952), traducida al francés, como en su obra sumaria sobre La mujer --donde recoge y cita el debate planteado por Simone de Beauvoir en El segundo sexo, sobre la diferencia sexual entre homsbres y mujeres-- y en los Prolegómenos para una fisiología antropológica (1965). Para Buytendijk, el camino que conduce a la comprensión del misterio humano ha de partir de la realidad de su existencia y de la relación con el mundo constituido por el propio hombre. El riesgo de extravío de las psicologías basadas en el mero análisis y satisfacción de tendencias instintivas y la insuficiencia de la psicología empírica y experimental sólo puede superarse con el apoyo del método fenomenológico. Su influencia en las ideas psicológicas y antropológico-médicas de nuestro tiempo está fuera de toda duda. Particularmente interesantes han sido sus análisis sobre el juego y la psicología diferencial. Sus escritos filosóficos suelen estar inscriptos dentro del existencialismo.

## Obra en español
- Buytendijk, F. J. J. (1970). La mujer: naturaleza, apariencia, existencia. Revista de Occidente. ISBN 978-84-292-2011-7.

- El contenido de este artículo incorpora material de la Gran Enciclopedia Rialp que mediante una autorización permitió agregar contenidos y publicarlos bajo licencia GFDL. La autorización fue revocada en abril de 2008, así que no se debe añadir más contenido de esta enciclopedia.

- Datos: Q1453129
- Multimedia: Frederik Jacobus Johannes Buytendijk / Q1453129